# Holle (Adelsgeschlecht)

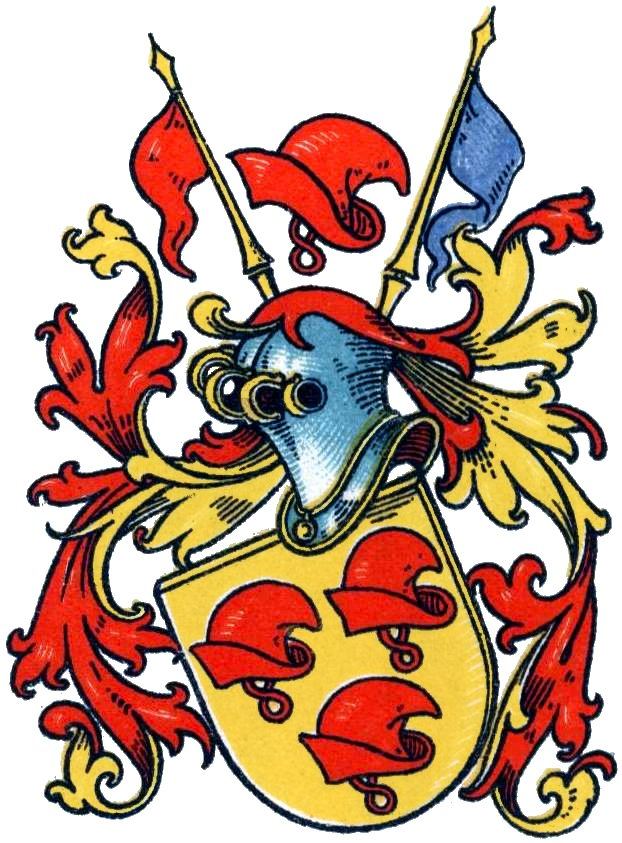
Wappen derer von Holle im Wappenbuch des Westfälischen Adels

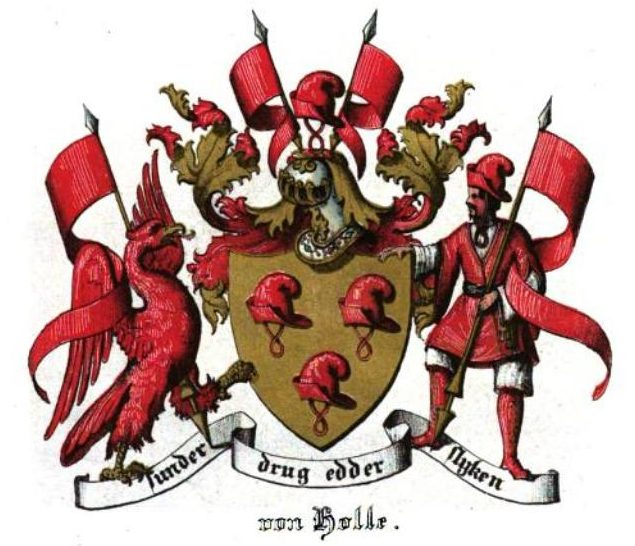
Wappen derer von Holle (H. Grote, 1852)

Holle ist der Name eines niedersächsisch-westfälischen, insbesondere im Stift Minden und in Eckerde ansässigen Adelsgeschlechts.

## Geschichte
Das seit 1195 erwähnte uradelige Geschlecht soll nach Vertreibung aus Schleswig und Jütland durch die dänischen Könige nach Niedersachsen übersiedelt haben. Es ließ sich im Braunschweigischen in der Grafschaft Wohldenberg nieder und erbaute den Rittersitz Holle. Später geriet ein Mitglied der Familie mit einem Grafen von Wolderberg in einen mit dem Tod des Letzteren endenden Streit, woraufhin die Familie sich im Stift Minden ansässig machte und dort Lehensleute und Landsknechtführer hervorbrachte. Einige Mitglieder der Familie kehrten aber bald ins Braunschweigische zurück, und von diesen begab sich Albert von Holle etwa zur Zeit des Hochmeisters Albert nach Ostpreußen und setzte seine Linie dort fort.
Das Geschlecht besaß einige Güter im niedersächsischen Gebiet: 1516 Diepenau, 1564 Ricklingen und 1575 Elbingerode pfandweise, sowie im 17. Jahrhundert u. a. Bockeloh, Dudensen, Wunstorf, Hardenberg und Gut Eckerde, durch dessen Besitz die Holle noch 1863 zum ritterschaftlichen Adel der calenbergischen Landschaft gehörten. Im schauenburgischen Raum waren bereits 1494 Horste und im 16. Jahrhundert Heuersen, Rinteln, Smeringen und Vornhagen in der Hand der Familie. Im westfälischen Raum (Minden) saß sie auf Gütern zu Friedewalde, Himmelreich, Lerbeck und Vennebeck.

## Persönlichkeiten
Dietrich von Holle war in der ersten Hälfte des 16. Jahrhunderts Dompropst zu Minden und Domherr zu Münster. Eberhard von Holle starb 1555 als erster evangelischer Abt zu St. Michaelis in Lüneburg, in welcher Würde ihm sein Vetter Eberhard von Holle († 1576) folgte, der 1561 Bischof zu Lübeck und sodann auch Administrator zu Verden wurde. Später haben Namensträger der Familie mehrfach hohe Militär- und Zivilämter in hannoverschen Diensten bekleidet und gelangten zu hohen Ehrenstellen.
- Asche von Holle (1529–1594), deutscher Unternehmer
- Anna von Holle (1567–1629), Gattin des Jürgen von Klencke, brachte Tilly zur Verschonung von Schloss Hämelschenburg samt Bewohnern
- Berthold von Holle, deutscher Dichter des 13. Jahrhunderts

- Carl Ludewig von Holle (1783–1815), königlich hannoverscher Offizier, gefallen in der Schlacht bei Waterloo
- Carl Ludwig Friedrich von Holle (auch: de Hole; vor 1715–nach 1738), herzoglich württembergischer Generalmajor und Kriegsratspräsident
- Eberhard von Holle (um 1531–1586), Bischof von Lübeck

- Georg von Holle (Landsknechtführer) (1513/1514–1576), Oberst und Landsknechtführer im Heiligen Römischen Reich deutscher Nation
- Georg von Holle (Botaniker) (Georg Karl Hans Dietrich von Holle; 1825–1893), deutscher Botaniker, Entomologe, Privatdozent, Privatgelehrter und Gutsbesitzer
- Georg Christoph von Holle (Georgius Christophorus von Holle; 1645–1693), Fürstlich braunschweig-lüneburgischer Generalmajor in Wolfenbüttel, Erbherr auf Eckerde und Duunsen
- Herbort von Holle, erster lutherischer Abt des Klosters St. Michaelis in Lüneburg (von 13. Dezember 1532 bis 12. Dezember 1555), Onkel des Eberhard von Holle
- Rudolf von Holle († 1205), Bischof von Verden, siehe Rudolf I. von Verden
- Rudolf von Holle, (* 1465), Drost vom Amt Hausberge, Vater von Georg von Holle (Landsknechtführer).

## Wappen
Blasonierung: in Gold drei (2:1) rote, die Zipfel zur Linken neigende Heidenhüte mit einem Überschlag und einmal unterwärts geschlungenem Band. Auf dem Helm eine Mütze zwischen zwei goldenen Turnierlanzen, an deren rechter ein roter, an deren linker Spitze ein blauer Wimpel hängt